# Жевезе
Жевезе (фр. Gévezé) насеље је и општина у северозападној Француској у региону Бретања, у департману Ил и Вилен која припада префектури Рен.
По подацима из 2011. године у општини је живело 4282 становника, а густина насељености је износила 155,48 становника/km². Општина се простире на површини од 27,54 km². Налази се на средњој надморској висини од 48 метара (максималној 109 m, а минималној 38 m).

## Демографија
| 1962. | 1968. | 1975. | 1982. | 1990. | 1999. | 2011. |
| ----- | ----- | ----- | ----- | ----- | ----- | ----- |
| 1.311 | 1.327 | 1.650 | 1.983 | 2.434 | 2.759 | 4.282 |

График промене броја становника у току последњих година